# Juliane Brummund
Juliane Brummund (* 18. März 1985 in Potsdam) ist eine deutsche Maskenbildnerin und Schauspielerin.

## Leben
Brummund spielte von 1998 bis zum März 2001 in der Kinder- und Jugendserie Schloss Einstein die Hauptrolle der Nadine Steiner als Mitglied der ersten Schülergeneration.
Nach einer Friseurausbildung absolvierte sie an der Maskenbildnerschule Hasso von Hugo in Berlin bis zum Jahr 2007 eine Ausbildung zur Maskenbildnerin.

## Filmografie
- 1998–2002, 2007: Schloss Einstein
- 2010–2012: Allein gegen die Zeit

## Theater
- 2000–2001: Rolle der Katja in dem Theaterstück „Voll auf der Rolle – Aufstand der Anständigen“ in Bielefeld, Steinheim und Nieheim

## Projekte als Maskenbildnerin (Auswahl)
- 2008: 80 Minutes (Zeitsprung Entertainment GmbH)
- 2008: Narrenspiel (Hochschule für Film und Fernsehen – TV-Film)
- 2008: The Lost Samaritan (Zeitsprung Entertainment GmbH)
- 2008: Perfect Hideout (Zeitsprung Entertainment GmbH – TV-Film)
- 2009: Bergab ist entspannter (Hochschule für Film und Fernsehen – Kurzfilm)
- 2009: The Boxer (Zeitsprung Entertainment GmbH)
- 2009: Fatal Rescue (Zeitsprung Entertainment GmbH)
- 2009: Upstairs (Zeitsprung Entertainment GmbH)
- 2009: Fire (Arenico Productions)
- 2009: All You Need is Love - Meine Schwiegertochter ist ein Mann
- 2010: Auf eine Zigarette
- 2010: Allein gegen die Zeit
- 2010: Mondwärts
- 2011: The Big Black
- 2012: Und alle haben geschwiegen
- 2013: Love, Cakes & Rock´n Roll
- 2014–2015: Binny und der Geist
- 2015: Platonow
- 2016–2017: Die Eifelpraxis
- 2017: Anne und der König von Dresden
- 2017: Der Usedom-Krimi - Trugspur